# Adil Assouab
Adil Assouab (en arabe : عادل الصواب), né le 1er juillet 1992, est un nageur marocain.

## Carrière
Adil Assouab obtient la médaille de bronze des relais 4 x 200 mètres nage libre et 4 x 100 mètres quatre nages aux Championnats d'Afrique de natation 2016 à Bloemfontein,.
Aux Jeux africains de 2019 à Casablanca, il est médaillé de bronze du relais 4 x 100 mètres quatre nages mixte.